# اتل اسمایت
اتل اسمایت (انگلیسی: Ethel Smyth؛ ۲۳ آوریل ۱۸۵۸—۸ مه ۱۹۴۴) آهنگساز، رهبر ارکستر، مدافع حق رأی زنان، و نویسنده اهل بریتانیا بود.

## زندگی‌نامه
اتل مری اسمایت در سیدکاپ در انگلستان به دنیا آمد. او فرزند چهارم از خانواده‌ای با هشت فرزند بود. پدرش یک سرلشکر و مخالف فعالیت او در زمینهٔ موسیقی بود. از آنجایی که اتل مصمم بود تا به رهبری ارکستر بپردازد، به فراگیری موسیقی زیر نظر یک معلم خصوصی پرداخت که او را با موسیقی ریشارد واگنر و هکتور برلیوز آشنا ساخت. پس از آن به کنسرواتوار لایپزیگ رفت و آهنگسازی را زیر نظر کارل راینکه ادامه داد. در زمان تحصیل در کنسرواتوار لایپزیگ بسیاری از آهنگسازان بزرگ زمان خود مانند آنتونین دورژاک، ادوارد گریگ، و پیوتر ایلیچ چایکوفسکی را ملاقات کرد. اسمایت پس از یک سال کنسرواتوار را رها ساخت و زیر نظر هاینریش فون هرزوگنبرگ به یادگیری موسیقی پرداخت. هرزوگنبرگ زمینهٔ دیدار او را با کلارا شومان و یوهانس برامس فراهم ساخت.

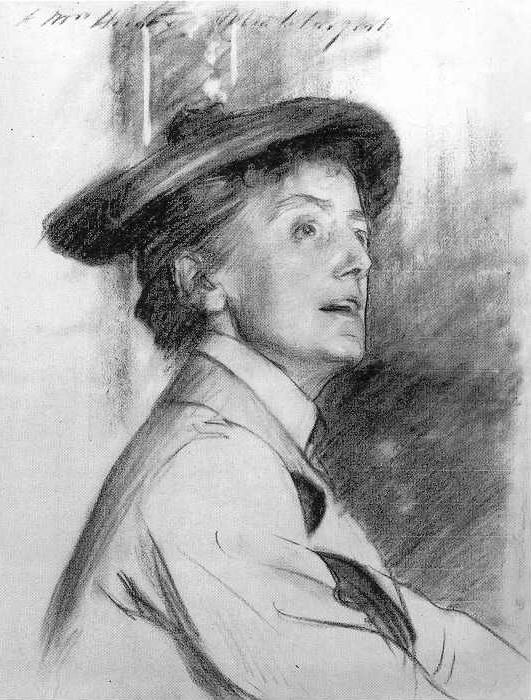
تک‌چهرهٔ اتل اسمایت، کارِ جان سینگر سارجنت، ۱۹۰۱ میلادی

از کارهای اسمایت می‌توان به کنسرتو برای ویولن، هورن و ارکستر، مس در ر، و اپراهایی چون جنگل و خرابکارها اشاره کرد. اپرای خرابکارها مهم‌ترین اپرای انگلیسی در فاصلهٔ زمانی میان پرسل و بریتن دانسته می‌شود و اپرای جنگل (۱۹۰۳) به مدت یک قرن تا سال ۲۰۱۷ میلادی، تنها اپرای ساخت یک زن بوده که در متروپولیتن نیویورک تهیه شده بوده است.
از سال ۱۹۱۳ رفته رفته قدرت شنیداری‌اش کاهش یافت و پیش از آنکه ناشنوایی فعالیت موسیقی‌اش را به پایان رساند، توانست چهار کار بزرگ دیگر را کامل کند. پس از آن وقت خود را صرف ادبیات کرد و در میان سال‌های ۱۹۱۹ تا ۱۹۴۰ ده کتاب موفق را منتشر ساخت که بیشتر در سبک خودزندگی‌نامهای بودند.
به پاس فعالیت‌های او به‌عنوان آهنگساز و نویسنده، در ۱۹۲۲ میلادی رتبه امپراتوری بریتانیا به او اهدا گردید. او نخستین آهنگساز زن بود که موفق به دریافت لقب بانو گشت. اسمایت دو دکترای افتخاری از دانشگاه‌های آکسفورد و دورهام دریافت کرد. او در ۱۹۴۴ میلادی در ۸۶ سالگی در وودکینگ درگذشت.

## مشارکت در جنبش حق رأی زنان
اسمایت در ۱۹۱۰ میلادی به اتحاد اجتماعی و سیاسی زنان پیوست که یک سازمان سافراجت بود. او به مدت دو سال موسیقی را برای خدمت به این جنبش کنار گذاشت. «مارش زنان» (۱۹۱۱) او به سرود جنبش حق رأی زنان تبدیل شد. زمانی که در ۱۹۱۲ میلادی املین پنکهرست از اعضای اتحادیه خواست تا شیشهٔ پنجرهٔ خانهٔ هر سیاستمداری که با حق رأی زنان مخالف است را بشکنند، اسمایت جزو ۱۰۹ عضوی بود که به درخواست او پاسخ داد. او، پنکهرست و ۱۰۰ زن دیگر بازداشت شدند و اسمایت دو ماه را در زندان گذراند. زمانی که در ۱۹۱۲ میلادی، سر توماس بیچام که دوست اسمایت بود به ملاقات او در زندان رفت، زنان را در حال رژه و آوازخوانی در حیاط یافت در حالی که اسمایت از پنجره ترانهٔ «مارش زنان» را برای آن‌ها با مسواک رهبری می‌کرد.

## زندگی شخصی

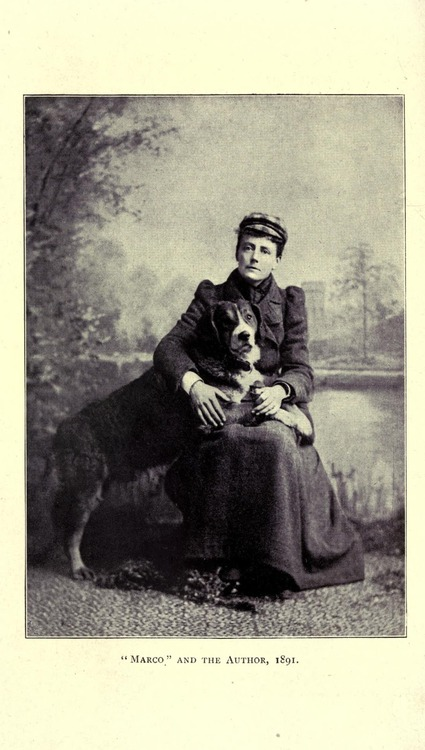
اتل اسمایت

اسمایت در طول زندگی خود چندین ماجرای عاشقانه داشت که بیشتر آن‌ها با زنان بود. دوست و اپرانامه‌نویس او، هنری بنت بروستر شاید تنها معشوق مذکر او باشد. اسمایت در ۱۸۹۲ به او نوشت: «نمی‌دانم چرا برای من خیلی آسان‌تر است که شخصی از جنس خود را عاشقانه دوست بدارم تا شخصی از جنس تو را. نمی‌توانم آن را از ذهنم بیرون کنم چرا که من از نظر فکری شخص کاملاً سالمی هستم.» اتل مدتی عاشق مدافع حق رأی زنان، املین پنکهرست بود. او در ۷۱ سالگی عاشق ویرجینیا وولف نویسنده شد که او هم در جنبش حق رأی زنان کار می‌کرد. رابطهٔ اسمایت با ویولت گوردون وودهاوس توسط راجر اسکروتن در اپرایی به نام ویولت (۲۰۰۵) نشان داده شده است.
اسمایت در طول زندگی‌اش بطور فعالی به ورزش می‌پرداخت. در زمان جوانی یک اسب‌سوار علاقه‌مند بود. او همچنین به گلف علاقهٔ بسیاری داشت. برادر اسمایت به درخواست خواهرش، خاکستر او را پس از مرگش در بیشه‌ای در کنار باشگاه گلفی که اسمایت عضو آن بود پخش کرد.